# Majungasaurus
A Majungasaurus (nevének jelentése 'Mahajanga gyík') az abelisaurida theropoda dinoszauruszok egyik neme, amely Madagaszkáron élt 70–66 millió évvel ezelőtt, a kréta időszakban. Csak egyetlen faját, az M. crenatissimust azonosították. Az eredetileg Majungatholus néven leírt példányról később kiderült, hogy valójában a Majungasaurushoz tartozik, így ez a név a Majungasaurus szinonimájává vált.
A többi abelisauridához hasonlóan a Majungasaurus rövid pofával rendelkező, két lábon járó húsevő volt. Habár a mellső lábai nem teljesen ismertek, nagyon rövidek lehettek, míg a hátsó lábai hosszúak és zömökek voltak. Nagyon durva felületű, felül megvastagodott csontokból álló pofarésszel, valamint felül egy lekerekített tülökkel (melyet kezdetben összetévesztettek a pachycephalosaurusok fejtetőjével) ellátott széles koponyája révén megkülönböztethető más abelisauridáktól. További megkülönböztető jegyek az alsó és felső állcsontokban levő fogak, melyek száma meghaladja a többi abelisauridáét.
A Majungasaurus a számos jól megőrződött koponya és csontváz hatására jelenleg az egyik legjobban ismert déli félgömbön élt theropoda dinoszaurusz. Úgy tűnik közelebbi rokonságban állt az indiai, mint a dél-amerikai vagy afrikai abelisauridákkal, ami biogeográfiai szempontból fontos. Ökoszisztémája csúcsragadozójaként főként a Rapetosaurushoz hasonló sauropodákra vadászott, és ez az egyetlen ismert dinoszaurusz, amelynél létezik közvetlen bizonyíték a kannibalizmusra vonatkozóan.

## Anatómia

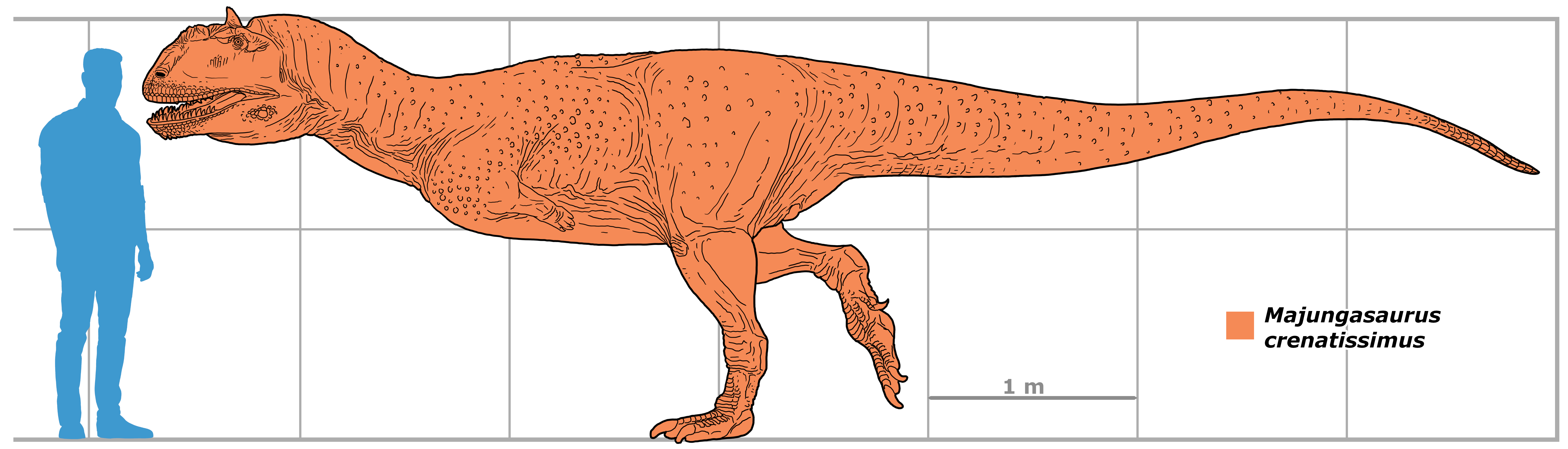
A Majungasaurus crenatissimus és az ember méretének összehasonlítása

A Majungasaurus egy közepes méretű, a farkával együtt 6–7 méteres hosszúságú theropoda volt. A nagyobb példányok töredékes maradványai arra utalnak, hogy az egyes felnőttek hossza meghaladta a 8 métert is. A tudósok a közepes méretű felnőttek tömegét több mint 1100 kilogrammra becsülik, a legnagyobb példányok ennél nehezebbek lehettek. Rokona, a 8–9 méteres hosszúságú Carnotaurus ennek tömegét 1500 kilogrammra becsülték.
A Majungasaurus koponyája a legtöbb theropodáéhoz képest kivételesen jól ismert, általánosságban hasonlít a legtöbb abelisauridáéra. A többi abelisauridához hasonlóan a koponya hossza a magasságához viszonyítva aránylag rövid volt, de nem olyan rövid, mint a Carnotaurusé. A nagy példányok koponyája elérte a 60–70 centiméteres hosszúságot. A pofa hegyét alkotó magas premaxilla (a felső állcsont elülső része) a család többi tagjára jellemzően nagyon tompa volt. A Majungasaurus koponyája azonban más abelisauridákéhoz képest feltűnően kiszélesedett. Minden abelisaurida durva felületű pofacsonttal rendelkezett, és a Majungasaurus sem kivétel ez alól. A mintázat az orrcsont külső részén helyezkedett el, ami a Majungasaurusnál rendkívüli módon megvastagodott és középen egybeforrt, az orrnyílások közelében egy alacsony kiemelkedést hozva létre. A koponya tetején egy egyedi, boltívszerű szarv állt ki az összeforrt frontális csontból. Az élő állatokon ezeket a struktúrákat valamilyen kültakaró, feltehetően keratin fedte. A koponyán végzett komputertomográfiás (CT) vizsgálat kimutatta, hogy mindkét orrstruktúra és a frontális szarv üregeket tartalmazott, feltehetően a tömeg csökkentése érdekében. A fogak az abelisauridákra jellemzően rövid koronával voltak ellátva, viszont a Majungasaurus felső állcsonti és alsó, dentális csonti részén 17 fog helyezkedett el, ami a Rugopst kivéve meghaladja a többi abelisauridánál található fogak számát.
A Majungasaurus koponya alatti (posztkraniális) csontváza közeli hasonlóságot mutat a két teljes csontváz alapján ismert abelisauridáéval, a Carnotauruséval és az Aucasauruséval. A Majungasaurus két lábon járt, fejét és felsőtestét hosszú farka tartotta egyensúlyban, a tömegközéppontja a csípője felett helyezkedett el. A robusztus nyakcsigolyákban számos lyuk és üreg volt, emellett nagy méretű tapadási pontokat tartalmazott a nyakizmok számára, a megerősítésére pedig összekapcsolódott bordák szolgáltak. A nyaki bordákhoz elcsontosodott inak kapcsolódtak, amitől a kinézetük villaszerűvé vált, ahogy az a Carnotaurusnál is megfigyelhető. E jellegzetességek eredményeként a nyak igen erőssé vált. A Majungasaurus nyaki bordáit egyedi módon hosszú, oldalsó bemélyedések tették könnyebbé. A mellső láb csontjai közül még csak a felkarcsontról készült leírás, ami
szerint rövid és görbe volt, igen hasonló az Aucasaurus és a Carnotaurus hasonló testrészéhez. Ez arra utal, hogy a Majungasaurusnak is rövid, négyujjú mellső lábai lehettek. Az abelisauridákra jellemzően a hátsó lábak a testhez viszonyítva rövidek és zömökek voltak. A térdnél feltűnően kiemelkedő sípcsontja zömökebb volt, mint rokonáé, a Carnotaurusé. A boka és a sarokcsont összeforrtak, a lábfejen pedig három működő ujj nőtt, a kis méretű első lábujj nem érintkezett a talajjal.

## Osztályozás és rendszertan
A Majungasaurust az Abelisauridae theropoda klád tagjaként sorolták be, amely a Linné-i rendszertan szemszögéből egy család. A Noasauridae család mellett az abelisauridák is az Abelisauroidea öregcsaládba tartoznak, ami a Ceratosauria alrendág része. Az abelisauridák többek között ismertek széles pofarésszel rendelkező magas koponyájukról, az arccsontjaikon levő kiterjedt mintázatról (ami a carcharodontosauridákkal való konvergens evolúció eredménye), valamint nagy mértékben megkisebbedett (elsorvadt és a tyrannosauridákkal konvergens) mellső és zömök hátsó lábaikról.
Sok más családhoz hasonlóan az Abelisauridae rendszertana (evolúciós kapcsolatrendszere) is zavaros. Míg számos kladisztikai tanulmány arra utal, hogy a Majungasaurus közeli rokonságban áll a dél-amerikai Carnotaurusszal, vannak olyanok is, amelyek képtelenek meghatározni a pontos filogenetikai helyét. A legújabb keletű elemzés a legteljesebb információk alapján készült, és a Majungasaurust az indiai Rajasaurusszal és Indosaurusszal közös kládba helyezte el, de kizárta az olyan dél-amerikai nemeket, mint a Carnotaurus, az Ilokelesia, az Ekrixinatosaurus, az Aucasaurus és az Abelisaurus, illetve az afrikai Rugopst. Ez nyitva hagyja azt a lehetőséget, ami szerint a Gondwana nyugati és keleti részén élt abelisauridák külön kládba tartoztak. Az Aucasaurushoz hasonlóan ismert, valamint a későbbiekben felfedezésre kerülő abelisauridák részletes leírása segíthet tisztázni a filogenetikai képet.

## Felfedezés és elnevezés
1896-ban a francia őslénykutató Charles Depéret írta le a Madagaszkár északnyugati részéről előkerült első theropoda maradványokat. Az Université Claude Bernard Lyon 1 gyűjtemény részeként ismert leletek között két fog, egy karom és néhány csigolya található, melyeket egy francia katonatiszt fedezett fel a Betsiboka folyó mentén. Depéret a fosszíliákat M. crenatissimus néven a Megalosaurus nemhez sorolta be, amely ekkortájt szemétkosár-taxonként szolgált, és több egymáshoz nem kapcsolódó, nagy méretű theropodát tartalmazott. Ez a fajnév a latin crenatus ('bemetszett') szóból és az -issimus ('leg-') utótagból származik, és a fogak első és hátsó élén levő bevágásokra utal. Depéret később átsorolta a fajt egy szintén alig ismert taxonba, az észak-amerikai Dryptosaurus nembe.

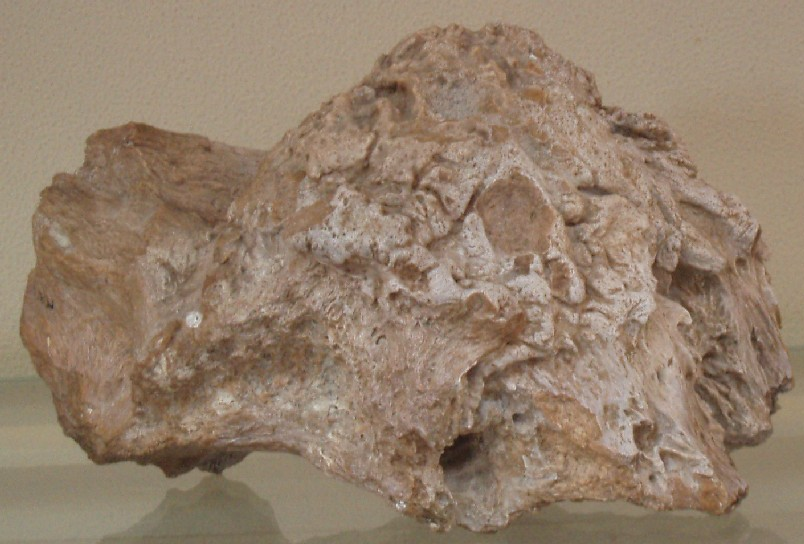
A Majungatholus típuspéldánya: egy Majungasaurus frontális szarva, amit tévesen egy pachycephalosaurus fejtetőjeként azonosítottak (a Muséum National d'Histoire Naturelle MNHN.MAJ 1 jelzésű lelete)

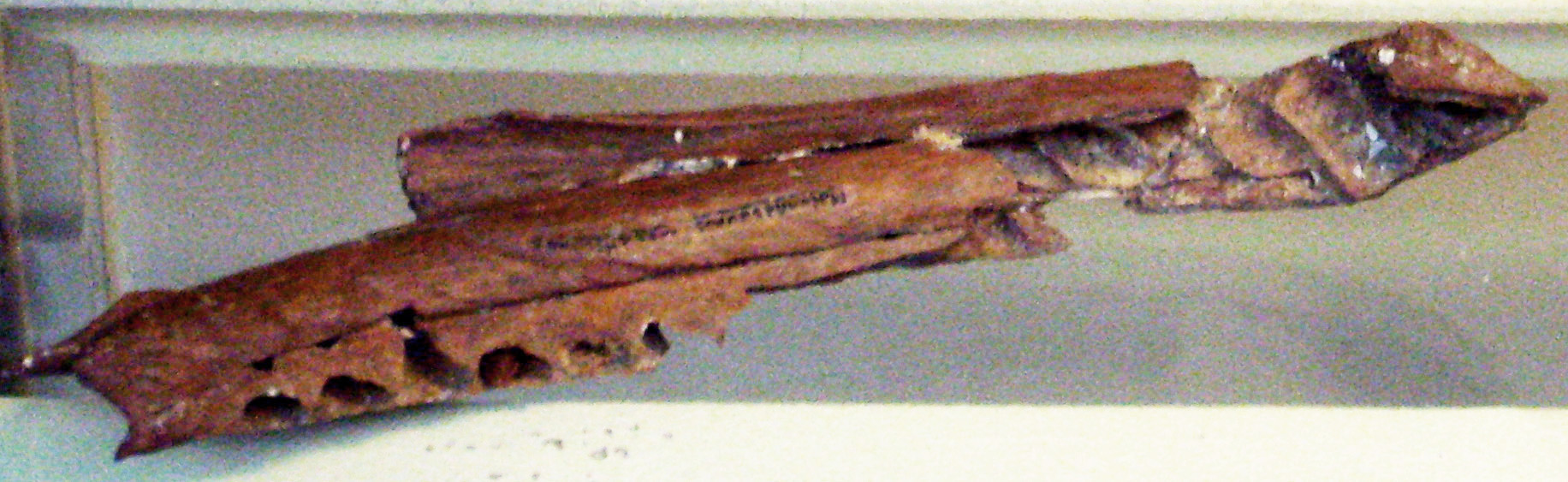
Egy Majungasaurus crenatissimus állcsont a párizsi Muséum national d'histoire naturelle gyűjteményében

Az elkövetkező 100 évben francia gyűjtők számos töredékes maradványra találtak az északnyugat-madagaszkári Mahajanga tartományban, melyek közül sok a párizsi Muséum National d'Histoire Naturelle gyűjteményébe került. 1955-ben René Lavocat leírást készített egy theropoda fogazatáról, amely a Maevarano-formációból került elő, arról a területről, ahol az eredeti maradványt megtalálták. A fogak megegyeztek azokkal, amelyeket Depéret írt le, de az erősen hajlított állcsont nagyon eltért a Megalosaurusétól és a Dryptosaurusétól. Lavocat a Mahajanga régi névváltozata és a görög σαυρος / szaürosz ('gyík') szó felhasználásával átnevezte a nemet Majungasaurusra, az (MNHN.MAJ 1 jelzésű) állcsontot pedig típuspéldánnyá tette.
1979-ben Hans-Dieter Sues és Philippe Taquet egy kupola formájú (MNHN.MAJ 4 jelzésű) koponyatöredéket új pachycephalosaurus nemként (Majungatholus atopus néven) írt le, Ez volt az első beszámoló egy déli félgömbről származó pachycephalosaurusról.
1993-ban a State University of New York at Stony Brook és a University of Antananarivo tudósai megkezdték a Mahajanga Medence Projektet (Mahajanga Basin Project), a Mahajanga tartománybeli Berivotra falu közelében levő késő kréta kori üledék geológiájának és fosszíliáinak átvizsgálására szánt expedíciósorozatot. Az első expedíció során több száz theropoda fog került elő, melyeket a Majungasaurus maradványaiként azonosítottak, egy részük egy különálló premaxillához tartozott, amiről 1996-ban készítettek leírást. A további hét felfedezőút során tízezer fosszíliára bukkantak, melyek közül sok még ismeretlen fajhoz tartozott. A Mahajanga Medence Projektnek köszönhetően a terület fosszilis taxonjainak száma megsokszorozódott.
Az 1996-os terepmunka során egy meglepően teljes és sok részletet megőrzött theropoda koponyát fedeztek fel (az FMNH PR 2100 jelzésű leletet). A koponya tetején egy kupola formájú kiemelkedés található, ami nagyjából megegyezik azzal, amit Sues és Taquet Majungatholus atopus néven írt le. A korábban pachycephalosaurusként ismertté vált Majungatholusról 1998-ban abelisauridaként új leírást készítettek. Habár a Majungasaurus crenatissimus név korábbról származik, mint a Majungatholus atopus, a szerzők úgy ítélték meg, hogy a Majungasaurus típuspéldányának fogazata túl töredékes ahhoz, hogy biztosan ugyanahhoz a fajhoz sorolhassák be, amihez a koponya tartozik A következő évtizedben elvégzett terepmunka során további hiányos koponyákat és tucatnyi részleges csontvázat tártak fel, melyek fiatal és felnőtt példányokhoz tartoztak. A projekt tagjai emellett több száz különálló csontra, és ezernyi elhullajtott Majungasaurus fogra bukkantak. E maradványokkal együtt szinte a csontváz valamennyi része előkerült, de a mellső lábak, a csípő és a farok végi csigolyák ismeretlenek maradtak. A terepmunka egy 2007-es monográfiával érte el a tetőpontját, melynek hét tudományos cikke a Society of Vertebrate Paleontology Memoirsban (A Gerinces Őslénytani Társaság Emlékeztetői) jelent meg, és az állat biológiáját minden lehetséges szempontból megvizsgálja. A cikkek angol nyelvűek, de mindegyikük tartalmaz malagaszi nyelvű összefoglalót. Ebben a kötetben a Lavocat által készített fogazatleírást újraértékelték és a fajra vonatkozóan diagnosztikusnak találták. Emiatt a Majungatholus nevet lecserélték a régebbi Majungasaurusra. A monográfia széles körű, de a szerkesztők szerint csak az 1993 és 2001 között felfedezett anyagokat tartalmazza. 2003-ban és 2005-ben jelentős mennyiségű példányt, köztük teljes csontvázakat fedeztek fel, melyek még preparálásra és leírásra várnak.

## Ősbiológia

### Koponyadíszítés
A Majungasaurus talán legmegkülönböztetőbb jellemzői a koponyadíszek, köztük a megnagyobbodott és összeforrt orrcsontok és a frontális szarv. Más ismert ceratosaurusok, köztük a Carnotaurus, a Rajasaurus, és a Ceratosaurus fején is találtak kinövéseket. Ezek a részek talán a fajtársak közti versengésben játszottak szerepet, de pontos funkciójuk még nem tisztázott. A Majungasaurus frontális szarvának üres mélyedése gyengíthette a testrész szerkezetét, és megakadályozhatta a közvetlen fizikai harcra való használatát, de a szarv alkalmas lehetett a párválasztás során történő pózolásra. Bár az egyedek közötti díszítés eltérő volt, nincs bizonyíték a nemi kétalakúságra (ivari dimorfizmus)

### Táplálkozás

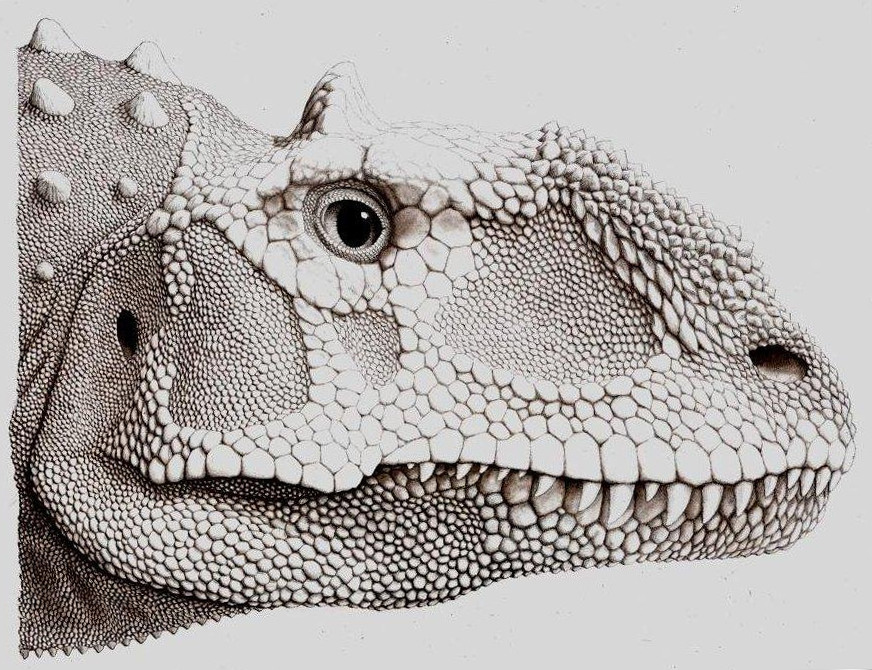
A Majungasaurus crenatissimus fejének rekonstrukciója

A tudósok állítása szerint a Majungasaurus és a többi abelisaurida egyedi koponyaformája arra utal, hogy ragadozó viselkedésük eltér a többi theropodáétól. Amíg a legtöbb theropodára a hosszú, alacsony, keskeny koponya jellemző, az abelisauridáké magasabb, szélesebb és gyakran rövidebb is. Más theropodák szűk koponyái jól ellenálltak egy erőteljes harapás során fellépő függőleges nyomásnak, de a torziós (csavaró) erőhatásnak kevésbé. A modern ragadozó emlősökkel való összehasonlítás alapján a legtöbb theropoda valamelyest hasonló stratégiát követhetett, mint a hosszú, keskeny orrú kutyafélék, több harapással gyengítve a zsákmányt.
Az abelisauridák és főként a Majungasaurus rövid és széles orrával a mai macskafélékhez hasonló táplálkozási stratégiához adaptálódhatott, egyszer ráharapva a prédára, melyet a legyőzésig fogva tartott. A Majungasaurusnak szélesebb orra volt a többi abelisauridáénál, és az anatómiája más szempontokat tekintve is támogatja a „harapás és tartás” elméletét. A nyak súlyos csigolyákkal, összekapcsolódott bordákkal, és elcsontosodott inakkal, valamint a gerinc és a koponya hátsó részén levő megszilárdított izomtapadási pontokkal volt megerősítve. A nyakizmok képesek lehettek mozdulatlanul tartani a fejet a zsákmány vergődése ellenére. Az abelisauridák koponyáit a bőr felett több helyen is mineralizálódott csont erősítette, amitől a koponya felszíne jellegzetesen durvává vált. Ez különösképp igaz a Majungasaurusra, melynek orrcsontjai összenőttek és megvastagodtak. Emellett a Majungasaurus állkapcsának oldalain a Ceratosaurusokéhoz hasonló nagy méretű nyílások (fenestrae-k) voltak, egyes csontjai között pedig ízületek helyezkedtek el, nagy mértékben rugalmassá téve az állkapcsot, bár nem annyira, mint a kígyók esetében. Ez az adaptáció megelőzhette az állkapocs törését, amikor az állatnak a vergődő prédát kellett megtartania. A felső állcsont első fogai erősebbek voltak a többinél, rögzítési pontot biztosítottak a harapásnál, a fogak koronáinak magassága pedig megakadályozta, hogy kitörjenek, amikor a zsákmány menekülni próbált. Az Allosaurus és a legtöbb egyéb theropoda elöl és hátul egyaránt hajlított fogaitól eltérően az abelisauridák, és köztük a Majungasaurus, fogai elöl hajlottak, hátulsó (vágó) élüknél pedig egyenesebbek voltak. E felépítés megelőzte a vágást, a fogak inkább a harapásnál történő fogva tartást szolgálhatták.
A Majungasaurus volt a legnagyobb ragadozó a környezetében, a legnagyobb növényevők közé pedig az olyan sauropodák tartoztak, mint a Rapetosaurus. A tudósok szerint a Majungasaurus és talán a többi abelisaurida is a sauropodák vadászatára specializálódott. A fejet és a nyakat erősítő, a „harapás és tartás” típusú támadást szolgáló adaptációk nagyon hasznosak lehettek a hatalmas és erőteljes sauropodákkal szemben. Talán ezt az elméletet támogatják a Majungasaurus rövid, zömök mellső lábai is, melyektől eltérően a hátsó lábak a legtöbb theropodáéhoz viszonyítva a leghosszabbak és legkarcsúbbak közé tartoztak. Bár a Majungasaurus nem mozgott olyan gyorsan, mint a legtöbb hasonló méretű theropoda, nem jelenthetett számára problémát, hogy lépést tartson a lassú sauropodákkal. A hátsó láb súlyos csontjai erőteljes lábszárakra utalnak, melyek kisebb hossza miatt az állat tömegközéppontja alacsonyabbra került. A Majungasaurus ezáltal feláldozhatta a sebességét az erő érdekében. A Rapetosaurus csontokon levő Majungasaurus fognyomok igazolják, hogy legalább ezekkel a sauropodákkal táplálkozott, függetlenül attól, hogy vadászott-e rájuk vagy sem.

### Kannibalizmus
Habár a sauropodák szerepelhettek a Majungasaurus lehetséges zsákmányai között, az újabb keletű madagaszkári felfedezések egy másik, meglepő élelemforrást jeleznek: más Majungasaurusokat. Sok Majungasaurus csonton felfedezhetők ugyanazok a fognyomok, amik a sauropodák ugyanarról a lelőhelyről származó csontjain is megtalálhatók. A nyomok távolsága azonos a Majungasaurus állcsontjaiban levő fogakéval, így a méretüknek is meg kellett egyeznie, emellett az apró bemetszések is összeillenek a fogak recéivel. Mivel a Majungasaurus az egyetlen ismert nagy méretű theropoda a területen, a legegyszerűbb magyarázat az, hogy a fajtársak megették egymást. Jelenleg nincs bizonyíték arra az állításra, ami szerint a triász időszakban élt Coelophysis bauri kannibál volt, így a Majungasaurus az egyetlen röpképtelen theropoda, melynél a kannibalizmus bizonyított, azonban van némi bizonyíték arra, hogy a kannibalizmus más fajoknál is előfordulhatott.
Nem tudni, hogy a Majungasaurus aktívan vadászott-e a fajtársaira, vagy csak dögevőként fogyasztotta el a tetemeket. Egyes kutatók megjegyezték, hogy a mai komodói sárkányok néha végeznek egymással az elhullott állatokért folyó versengés során. A gyíkok ezután el is fogyasztják vetélytársaik maradványait, így feltételezhető, hogy a Majungasaurus és a többi theropoda is hasonlóan járt el.

### Légzőrendszer

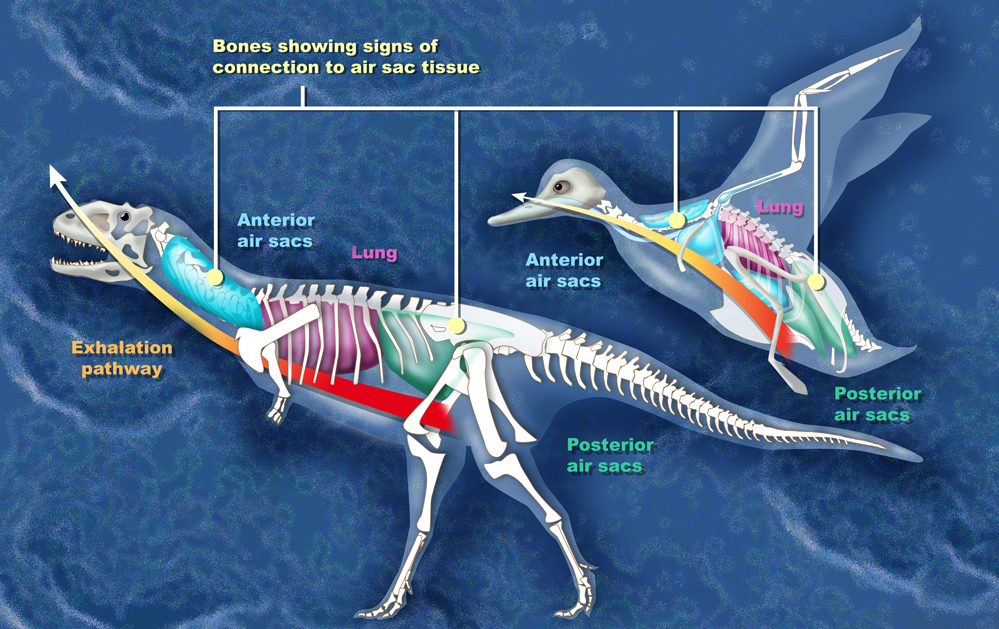
A Majungasaurus és egy madár légzőrendszerének összehasonlítása

A tudósok egy sor, a Maevarano-formációban talált, rendkívül jó állapotban megőrződött csigolya (a University of Antananarivo UA 8678-as számú lelete) alapján rekonstruálták a Majungasaurus légzőrendszerét. E csigolyák többsége és a bordák egy része üregeket (pneumatikus forameneket) tartalmazott, amik a madárszerű tüdőkhöz és légzsákokhoz kapcsolódhattak. A madaraknál a nyakcsigolyák és a bordák bemélyedései a nyaki légzsáknak, a felső hátcsigolyák a tüdőnek, az alsó hátcsigolyák és a keresztcsonti csigolyák pedig a hasi légzsáknak biztosítanak helyet. A Majungasaurus csigolyáinak hasonló jellemzői e légzsákok jelenlétére utalnak. Ezek a légzsákok lehetővé tehették egy alapszintű, madárszerű légátáramoltató szellőztetés működését, melynél a levegő a tüdőkön keresztül egy irányban halad át, így a belélegzett, oxigéngazdag levegő sosem keveredett a szén-dioxiddal telített kilélegzett levegővel. Habár ez a módszer bonyolult, igen hatékony.
A pneumatikus foramenek felismerése a Majungasaurusnál lehetővé teszi az állat légzőrendszerének megértését, és nagy mértékű betekintést enged az evolúcióbiológiába. A ceratosaurus fejlődési vonal szétválása, ami a Majungasaurus és a tetanurán csoport megjelenéséhez vezetett, a theropodák történetének nagyon korai szakaszában ment végbe. A madárszerű légzőrendszer mindkét vonalon megtalálható, így a szétválás előtt kellett kifejlődnie, jóval a madarak megjelenése előtt. Ez további bizonyítékkal szolgál arra, hogy a madarak a dinoszauruszoktól származnak.

### Az agy és belső fül szerkezete
Egy teljes Majungasaurus koponya (FMNH PR 2100 jelzésű lelet) komputertomográfiás (CT) vizsgálata lehetővé tette az agy és a belső fül szerkezetének durva rekonstrukcióját. Az agy a testhez viszonyítva nagyon kicsi volt, de egyébiránt hasonlított a többi nem coelurosaurus theropodáéra, meglehetősen konzervatív formája közelebb állt a modern krokodilok, mint a madarakéhoz. A Majungasaurus agya abban tért el a többi theropodáétól, hogy a kisagy egyik része, a szem és a fej mozgását koordináló flocculus kisebb volt. Eszerint a Majungasaurusnak és a többi, szintén kis flocculusszal rendelkező abelisauridának, például az Indosaurusnak, nem volt szüksége gyors fejmozgásra a zsákmány megfigyelése és elfogása során.
A belső fül vizsgálatából viselkedésre utaló következtetéseket is le lehet vonni. A belső fülben levő félkörös ívjáratok segítettek az egyensúly megtartásában, és az oldalsó félkörös ívjárat rendszerint párhuzamosan állt a talajjal, mikor az állat figyelő helyzetben tartotta a fejét. Ekkor a Majungasaurus koponyája nagyjából vízszintesen helyezkedett el, ami különbséget jelent sok más theropodához képest, melyeknél a fej nagy mértékben lefelé állt megfigyelés közben. A Majungasaurus oldalsó félkörös ívjárata jóval hosszabb is volt, mint bazális rokonáé, a Ceratosaurusé, ami azt jelzi, hogy a fej oldalra való mozgatása nagyobb érzékenységgel történt.

### Kórtan
Egy 2007-es beszámoló a Majungasaurus csontjain található betegségek leírását tartalmazza. A tudósok legalább 21 példány maradványait vizsgálták meg, és négynél kóros elváltozások nyomaira bukkantak. A nagy tetanurán theropodák, például az allosauridák és a tyrannosauridák esetében már tanulmányozták a témát, de az abelisauroideáknál ez volt az első hasonló vizsgálat. A tyrannosauridáktól eltérően, melyeknél néha borzalmas arcsérülésekre bukkantak, a koponya részei sértetlenek voltak. Az egyik példány lábujj csontja azonban nyilvánvalóan eltört, majd meggyógyult.
A legtöbb elváltozás a gerincen fedezhető fel. Például egy fiatal példány egyik dorsalis (hát-) csigolyájának alsó részén egy elcsontosodott kinövés (exostózis) látható. A kinövés feltehetően egy kötőszövet vagy ínszalag átalakulásával jött létre, de az elcsontosodás oka nem tisztázott. Az A-hipervitaminózist és a csontkinövést kizárták, az osteomát (jóindulatú csontdaganatot) pedig valószínűtlennek ítélték. Egy másik példány farokcsigolya nyúlványán egy kis méretű abnormális, felfelé álló kinövést találtak, amihez izmok kapcsolódhattak. Egyes Allosaurus és Masiakasaurus példányok csigolya nyúlványain hasonló kinövésekre bukkantak, melyek talán a nyúlványok közötti vagy feletti ínszalagok elcsontosodásával jöttek létre.
A legsúlyosabb kóros elváltozást öt egymás mellett levő nagy farokcsigolyán fedezték fel. Az első két csigolyán, a csontok bal oldalán levő nagy barázda kivételével csak kis rendellenességek láthatók. Viszont a következő három csigolya több különböző ponton is teljesen összenőtt. Nincs jele annak, hogy az öt farokcsigolya után továbbiak következtek, azaz a farok hirtelen ért véget. Az utolsó csigolya mérete alapján a tudósok úgy ítélték meg, hogy körülbelül tíz csigolya elveszett. Az elváltozás egyik magyarázata egy súlyos, a farok végének elvesztését okozó fizikai sérülés, melyet a megmaradt utolsó csigolyák csontvelőgyulladása (fertőzése) követett. Egy másik lehetőség, hogy a fertőzés előbb következett be, ami a farok végének elhalásához és lehullásához vezetett. Ez az első ismert példa egy röpképtelen theropoda dinoszaurusz farkának megcsonkulására.

## Ősökológia

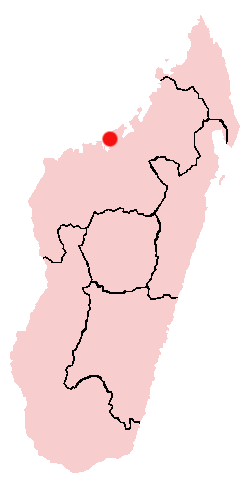
Valamennyi Majungasaurus fosszíliát a madagaszkári Mahajanga tartományban, többnyire a tartomány fővárosától (a térképen vörös ponttal jelölt) Mahajangától 50 kilométerre délkeletre fedezték fel

A Majungasaurus összes példányát az észak madagaszkári Mahajanga tartományban levő Maevarano-formációban találták meg. A többségük, köztük a legteljesebb csontvázak az Anembalemba tagozatból származnak, de a Majungasaurus fogai a lentebb levő Masorobe és a fentebb levő Miadana tagozatokban is megtalálhatók. Bár ezeken az üledékeken nem végeztek radiometrikus kormeghatározást, biosztatigráfiai és paleomagnetikus bizonyítékok arra utalnak, hogy a 70–66 millió évvel ezelőtti maastrichti korszakhoz tartoznak. A Majungasaurus fogai a maastrichti korszak legvégéig, a röpképtelen dinoszauruszok kipusztulásáig megtalálhatók.
Ekkor, ahogy napjainkban is, Madagaszkár sziget volt, amely az Indiai szubkontinenstől különült el kevesebb, mint 20 millió évvel korábban. Észak felé sodródott, de még 10–15°-kal délebbre helyezkedett el, mint jelenleg. Ebben az időszakban az éghajlat többnyire félszáraz volt, amit eltérő hőmérsékletű és csapadékmennyiségű évszakok jellemeztek. A Majungasaurus homokos folyómedrek által szabdalt partmenti ártereken élt. Komoly geológiai bizonyíték létezik arra vonatkozóan, hogy az esős évszak kezdetén a folyómedrekben hordalékáradat érkezett a területre, amely eltemette a száraz évszak során elhullott élőlények tetemeit, és kivételes állapotban megőrződött fosszíliákat hozott létre. A terület tengerszintje emelkedett a maastrichti korszak idején, és ez a jelenség folytatódott a paleocén időszakban is, így a Majungasaurus feltehetően az árapályövi síkságokhoz hasonló partmenti környezeteket is uralta. A szomszédos Berivotra-formáció megőrizte az időszak tengeri környezetét.
A Maevarano-formációból a Majungasaurus fosszíliái mellett halak, békák, gyíkok, kígyók, hét crocodylomorpha, öt vagy hat emlősfaj, a Vorona és még hétféle madár, a feltehetően röpképes dromaeosaurida, a Rahonavis, a noasauridák közé tartozó Masiakasaurus és két titanosaurus sauropoda, köztük a Rapetosaurus maradványai is előkerültek. A Majungasaurus messze a legnagyobb húsevő volt a területen, és feltehetően domináns ragadozó lehetett, de az olyan nagy méretű crocodylomorphák, mint a Mahajangasuchus és a Trematochampsa a vizek közelében versenyre kelhettek vele.

## Fordítás
- Ez a szócikk részben vagy egészben  a   Majungasaurus című angol Wikipédia-szócikk ezen változatának fordításán alapul.  Az eredeti cikk szerkesztőit annak laptörténete sorolja fel. Ez a jelzés csupán a megfogalmazás eredetét és a szerzői jogokat jelzi, nem szolgál a cikkben szereplő információk forrásmegjelöléseként.